# Camila Moreno
Pour les articles homonymes, voir Moreno.
Camila Moreno (née le 8 juillet 1985 à Santiago) est une auteure-compositrice-interprète rock et traditionnelle chilienne.

## Carrière
Entre 2006 et 2008 elle fait partie du duo Caramelitus avec Tomás Preuss. Le duo compose de la musique pop électronique et reçoit de bonnes critiques de la presse spécialisée.
Elle se fait connaître après la sortie de son premier album Almismotiempo (« En même temps ») en 2009. La même année elle est nommée pour un Latin Grammy Award dans la catégorie Meilleure chanson alternative pour son single « Millones ». Sa voix, son style et les paroles de ses chansons sont considérés par beaucoup comme perpétuant l'héritage de Violeta Parra, considérée comme la musicienne populaire et traditionnelle chilienne la plus influente.
L'album Mala Madre (« Mauvaise mère ») est rendu disponible gratuitement le 4 juin 2015. Il est téléchargé 73 500 fois au cours des 24 heures pendant lesquelles il est disponible, un record dans son pays. Moreno décrit l'album comme un hommage aux différentes femmes qu'elle admire telles que Cecilia Vicuña, Violeta Parra et Gabriela Mistral. Lors de l'édition 2016 des Premios Pulsar, Moreno remporte les prix de meilleur artiste pop, de la chanson de l'année et de l'album de l'année. Elle est connue pour ses clips musicaux visuellement créatifs.
En février 2019, elle reforme le duo Caramelitus avec Tomás Preuss à l'occasion du festival Womad.
Au cours de l'année 2019, elle présente son projet Pangea, qui inclut deux albums, des concerts, la publication d'inédits et la sortie du documentaire du même nom, réalisé par Alberto Hayden,.
En octobre et novembre 2019, durant la crise sociale au Chili, elle participe à différents concerts improvisés et critique la répression militaire,.

## Vie privée
Elle est la fille du journaliste et réalisateur Rodrigo Moreno.
Elle donne naissance à son fils en 2017. En 2019 elle révèle qu'elle est en couple avec une femme.

## Discographie

### Albums solo
- 2009 : Almismotiempo
- 2010 : Opmeitomsimla
- 2012 : Panal
- 2015 : Mala madre
- 2019 : Pangea
- 2019 : Pangea (Vol.2)

### Avec Caramelitus
- 2008 : El Otro Hábitat (EP)

### Bootlegs
- 2011 : Partidas, melodías y una canción de cuna